# La Gorgona (film 1942)
La Gorgona è un film del 1942 diretto da Guido Brignone.

## Trama
Repubblica di Pisa, XI secolo. La giovane nobildonna Gorgona, discendente di una grande famiglia pisana, riceve l'incarico di tenere accesa perpetuamente una lampada votiva, durante la guerra contro i Saraceni, in modo che questo sia di buon auspicio per la vittoria. Lamberto Fiquinaldo il nobile pisano che aspirava al comando dell'armata inviata contro gli invasori, viene allontanato dal comando, dopodiché, decide di vendicarsi aggredendo la giovane vergine Gorgona, accorgendosi però che costei si è innamorata di lui, pentito decide di suicidarsi prima dell'arrivo dei pisani. Anche Gorgona ritenendosi colpevole per aver mancato all'incarico avuto decide di lanciarsi dalle mura della città, mentre l'armata vittoriosa dei pisani sta arrivando al porto.

## Produzione
Il film è stato tratto dall'omonimo dramma teatrale di Sem Benelli, venne girato negli Stabilimenti della Scalera Film della Circonvallazione Appia di Roma.
Da segnalare la curiosità riguardante l'attore Emilio Cigoli: presente nel film con un ruolo, è doppiato da Gualtiero De Angelis, in quanto lui a sua volta doppia uno degli attori principali, Piero Carnabuci.

## Distribuzione
Il film è stato presentato nelle sale cinematografiche italiane il 12 ottobre del 1942.

## Critica
(Giuseppe De Santis, Cinema del 25 dicembre 1942)

## Manifesti e locandine
La realizzazione dei manifesti fu affidata al pittore cartellonista Anselmo Ballester